# Сельское поселение Соболевское (Московская область)
Сельское поселение Соболевское — упразднённое муниципальное образование в Орехово-Зуевском районе Московской области России. 10 января 2018 года его территория вошла в новообразованный городской округ Ликино-Дулёво.

## Общие сведения
Образовано в ходе муниципальной реформы, в соответствии с Законом Московской области от 28.02.2005 года № 67/2005-ОЗ «О статусе и границах Орехово-Зуевского муниципального района и вновь образованных в его составе муниципальных образований».
Административный центр — деревня Соболево.
Глава сельского поселения — Банцекин Денис Александрович. Адрес администрации: 142649, Московская область, Орехово-Зуевский район, д. Соболево, д. 7а.

## География
Расположено в юго-западной части района. На востоке граничит с сельскими поселениями Давыдовским и Ильинским, на юге — с сельским поселением Ашитковским и городским поселением им. Цюрупы Воскресенского района, на западе — с городским поселением Белоозёрским Воскресенского района и сельским поселением Новохаритоновским Раменского района, на севере — с сельским поселением Аверкиевским Павлово-Посадского района. Площадь территории сельского поселения — 14 824 га.

## Население
| 2006  | 2007  | 2008  | 2009  | 2010  | 2011  |
| ----- | ----- | ----- | ----- | ----- | ----- |
| 3001  | ↘2609 | ↘2588 | ↘2576 | ↗2786 | ↘2726 |
| 2012  | 2013  | 2014  | 2015  | 2016  | 2017  |
| →2726 | ↘2672 | ↘2613 | ↘2575 | ↘2509 | ↘2439 |
| 2018  |       |       |       |       |       |
| ↘2388 |       |       |       |       |       |

## Состав сельского поселения
В состав сельского поселения входят 10 населённых пунктов упразднённой административно-территориальной единицы — Соболевского сельского округа:
| №  | Населённый пункт | Тип населённого пункта          | Население |
| -- | ---------------- | ------------------------------- | --------- |
| 1  | Алексеевская     | деревня                         | ↘15       |
| 2  | Асташково        | деревня                         | ↗153      |
| 3  | Лашино           | деревня                         | ↗54       |
| 4  | Лопаково         | деревня                         | ↗90       |
| 5  | Минино           | деревня                         | ↘292      |
| 6  | Молоково         | деревня                         | ↘59       |
| 7  | Смолёво          | деревня                         | ↗99       |
| 8  | Соболево         | деревня, административный центр | ↘1273     |
| 9  | Хотеичи          | село                            | ↘694      |
| 10 | Шевлягино        | посёлок                         | ↘57       |